# Turetskij gambit
Turetskij gambit (russisk: Турецкий гамбит) er en russisk spillefilm fra 2005 af Dzhanik Fayziev.

## Medvirkende
- Jegor Beroev som Erast Fandorin
- Olga Krasko som Varvara Suvorova
- Marat Basjarov som Gridnev
- Vladimir Ilin som General Mizinov
- Dmitrij Pevtsov som Zurov